# Tominemoura
Tominemoura is een geslacht van steenvliegen uit de familie beeksteenvliegen (Nemouridae). De wetenschappelijke naam van het geslacht is voor het eerst geldig gepubliceerd in 2009 door Sivec & Stark.

## Soorten
Tominemoura omvat de volgende soorten:
- Tominemoura trilari Sivec & Stark, 2009